# Fürther Ludwig-Erhard-Preis
Der Ludwig-Erhard-Initiativkreis Fürth e. V. lobt seit 2003 jährlich den Fürther Ludwig-Erhard-Preis aus, um Forschungstätigkeiten zu fördern, in denen verstärkt die Faktoren Innovation, Praxisnähe, Realisierbarkeit, wirtschaftlicher Nutzen und die Auswirkungen auf die Menschen in unserer Gesellschaft berücksichtigt sind.

## Der Preis
Die Ergebnisse von wissenschaftlichen Forschungstätigkeiten sind dann preiswürdig, wenn sie Inhalte berücksichtigen, aus denen hervorgeht, wie innovativ die Forschungsarbeiten sind. Zum anderen soll der Praxisnähe und der Realisierbarkeit der Arbeitsergebnisse Rechnung getragen werden. Besondere Beachtung in den einzureichenden Arbeiten wird dem wirtschaftlichen Nutzen und den möglichen Auswirkungen auf die Gesellschaft geschenkt. Dem "Fürther Ludwig-Erhard-Preis" liegt damit der Gedanke zugrunde, praxisrelevante Arbeiten auszuzeichnen, die einen gesamtwirtschaftlichen oder gesellschaftlichen Bezug erkennen lassen. Dabei geht es besonders um die Weiterführung der Grundgedanken der Sozialen Marktwirtschaft im Sinne von Ludwig Erhard.
Mit dem Preis wird vom Ludwig-Erhard-Initiativkreis Fürth e. V. an den berühmten Sohn der Stadt Fürth und späteren Bundeswirtschaftsminister und Bundeskanzler Ludwig Erhard erinnert. Erste Vorsitzende des Ludwig-Erhard-Initiativkreises Fürth e. V. ist die Fernsehjournalistin und Filmemacherin Evi Kurz. Als Geschäftsführer fungiert Thomas Dreykorn aus dem Wirtschaftsreferat der Stadt Fürth. Die Jury des Fürther Ludwig-Erhard-Preis stellt die Ludwig-Erhard-Stiftung in Bonn.
Mit dem Fürther Ludwig-Erhard-Preis, einer Auszeichnung für Promotionsarbeiten, soll jährlich eine wissenschaftliche Arbeit auf hohem Niveau ausgezeichnet werden. Seit dem Jahr 2007 ist der Fürther Ludwig Erhard Preis gleichzeitig der offizielle Wissenschaftspreis für Ökonomie in der Metropolregion Nürnberg.
Der Preis ist mit 5.000 € dotiert (Stand 2023). Zudem wird auf der Preisveranstaltung ein mit 1.000 € dotierter Publikumspreis honoriert, für die beste Darstellung der Promotionsinhalte in kurzer Zeit.

## Preisträger
- 2003: Jürgen Wunderlich, für Kostensimulation – Simulationsbasierte Wirtschaftlichkeitsregelung komplexer Produktionssysteme
- 2004: Roland Deinzer, für Konvergenzwirkungen einer europäischen Arbeitslosenversicherung in der Europäischen Union
- 2005: Michael Niederalt, für Zur ökonomischen Analyse betrieblicher Lehrstellenangebote in der Bundesrepublik Deutschland
- 2006: Holger Kächelein, für Kapitalsteuererwerb auf lokaler Ebene: Regional mobile Arbeit und deren Auswirkungen auf die Entscheidung der lokalen Gebietskörperschaften, sowie Karsten Paul, für The negative mental health effect of unemployment: Meta-analyses of cross-sectional and longitudinal data
- 2007: Holger Patzelt, für Biotechnologische Unternehmensgründungen in Deutschland
- 2008: Sabine Vogel, für Die Soziale Marktwirtschaft als Leitbild für die Wirtschaftspolitik – am Beispiel der Arbeitsmarktpolitik der Regierung Schröder
- 2009: Tanja Rabl, für Private corruption and its actors – Insights into the subjective decision making processes
- 2010: Robert Münscher, für Vertrauensentwicklung im interkulturellen Management
- 2011: Stephan Walther, für Industrialisierung von Transportnetzwerken
- 2012: Angelika Sawczyn, für Unternehmerische Nachhaltigkeit und wertorientierte Unternehmensführung
- 2013: Andreas Schmid, für seine Analyse des deutschen Krankenhausmarktes
- 2014: Tamara Hagmaier-Göttle, für Berufungserleben: der Idealfall einer gelungenen Berufstätigkeit? Konzeptualisierung, Messung und Konsequenzen
- 2015: Vera Antonia Büchner, für eine Arbeit zur Effizienz- und Profitabilitätssteigerungen von Krankenhäusern in Verbänden
- 2016: Stefan Hähnel, für eine Arbeit zur Finanzkrise der Jahre 2007 bis 2009
- 2017: Franziska Engelhard, für ihre Doktorarbeit über Interkulturelles Management
- 2018: Florian Exler, für seine Doktorarbeit über Haushaltsverschuldung und Privatinsolvenz
- 2019: Daniel Blaseg, für seine Doktorarbeit über Crowdfunding
- 2021: Désirée I. Christofzik, für ihre Doktorarbeit Fiskalpolitische Reaktionen auf institutionelle Innovationen
- 2022: Lisa Just, für ihre Doktorarbeit Essays on Electricity Market Design and the Regulation of Distribution Networks
- 2023: Benjamin Arold, für seine Doktorarbeit über den Einfluss von Lehrplänen auf Bildungs- und Lebenswege
- 2024: Julia Fischer, für ihre Doktorarbeit Die Schuldenbremse und ihre Umsetzungsqualität in den Ländern – eine juristisch-ökonomische Analyse[2]